# Ophiasis
Die Ophiasis ist eine Sonderform der Alopecia areata im Kopfbereich, die insbesondere am Haaransatz, beispielsweise am Nacken oder an den Schläfen auftritt, jedoch nicht am Scheitelbereich.
Der Haarausfall tritt schlangenförmig auf, woraus sich die medizinische Bezeichnung ableitet – griechisch ophis bedeutet „Schlange“.